# Batford
Batford – wieś w Anglii, w hrabstwie Hertfordshire. Leży 19 km na zachód od miasta Hertford i 38 km na północny zachód od centrum Londynu.